# Sân bay vũ trụ

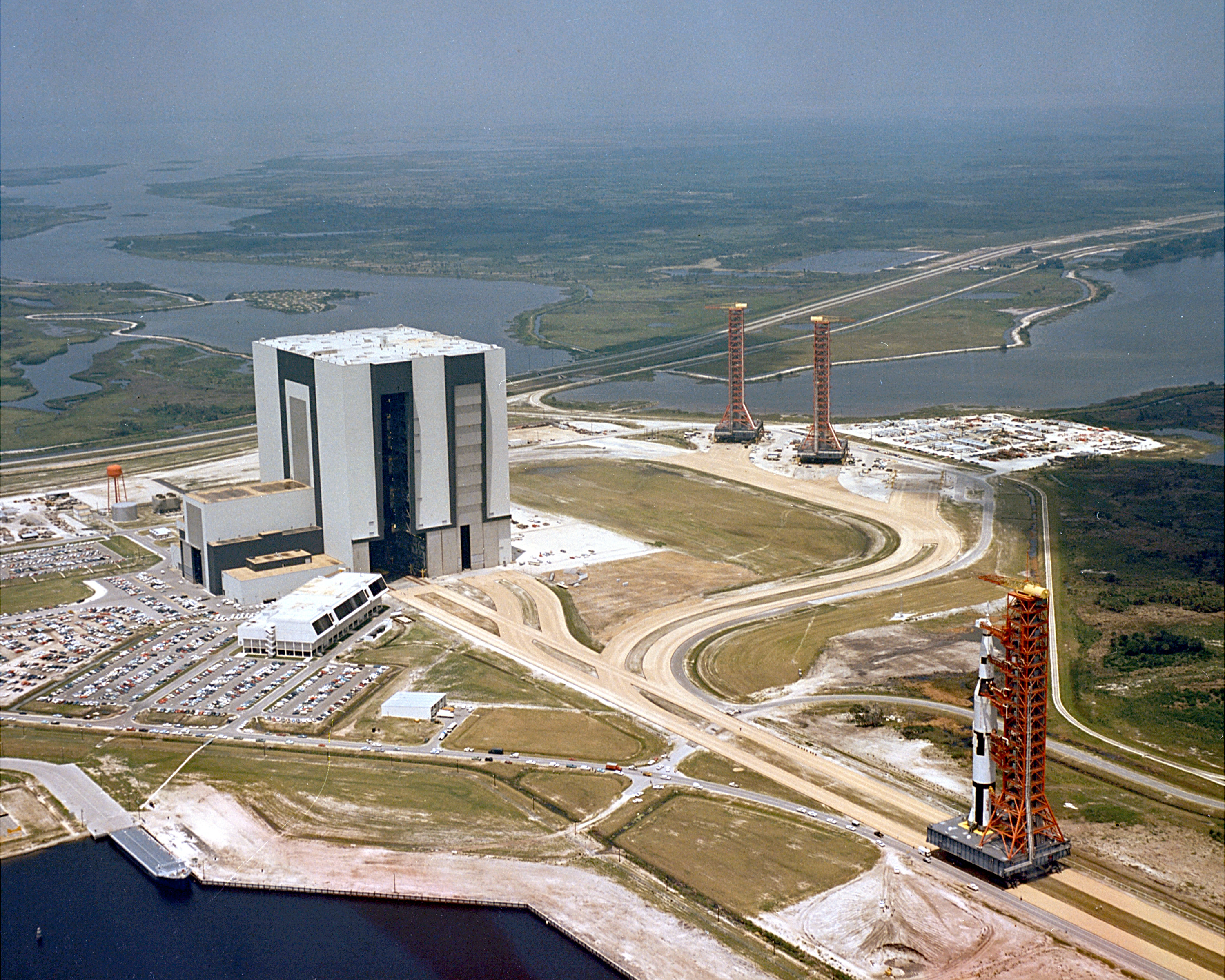
Trung tâm vũ trụ Kennedy Space Center, Hoa Kỳ.

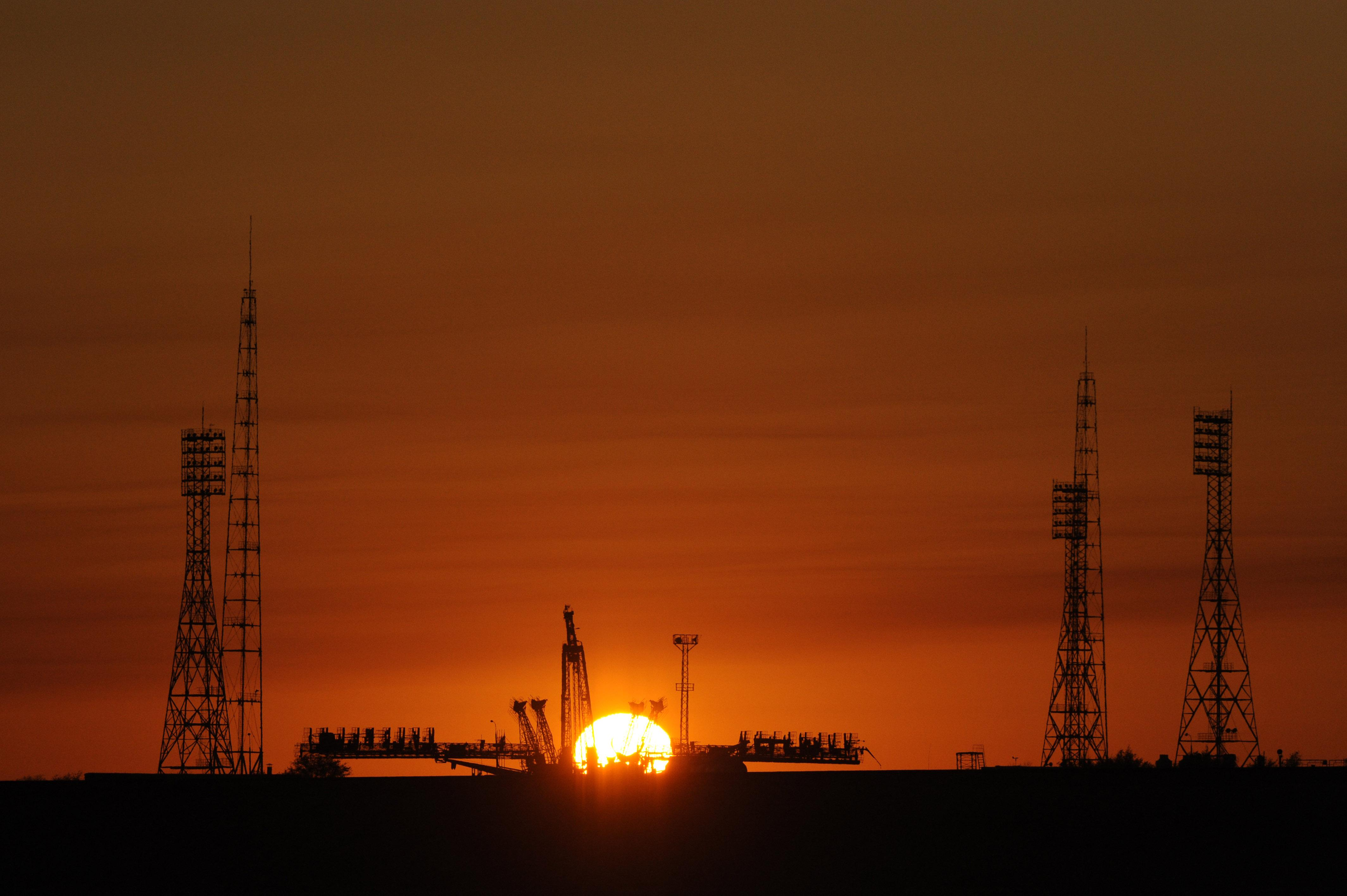
Sân bay vũ trụ Baikonur, Kazakhstan (cho Nga thuê khai thác đến 2050).

Sân bay vũ trụ hay sân bay không gian là cơ sở phóng tàu không gian phục vụ cho các mục đích nghiên cứu, khám phá vũ trụ hoặc mục đích thương mại. Một số nước có sân bay vũ trụ riêng trên thế giới như: Liên Xô (cũ)/Nga, Hoa Kỳ, Pháp, Anh, Nhật, Ấn Độ, Trung Quốc, Israel, Triều Tiên, Hàn Quốc, Brasil.
Sân bay vũ trụ của Nga nằm trong sa mạc thảo nguyên của Kazakhstan, có diện tích 6.717 km², cự ly 200 km (124 dặm) về phía đông của biển Aral, phía bắc sông Syr Darya, gần ga tàu hỏa Tyuratam, 90 mét trên mực nước biển. Khu đất này chính phủ Kazakhstan cho Nga thuê (hiện nay cho đến năm 2050) và được quản lý phối hợp của Cơ quan Không gian Liên bang Nga và lực lượng Không gian Nga. Hình dạng của khu vực cho thuê là một hình elip, kích thước đông-tây dài 90 km và bắc-nam dài 85 km, với sân bay vũ trụ nằm ở trung tâm. Ban đầu nó được Liên Xô xây dựng vào cuối những năm 1950 để làm cơ sở hoạt động cho chương trình không gian của Liên Xô. Theo chương trình không gian của Nga hiện nay, Baikonur vẫn còn là một cổng không gian bận rộn, với nhiều thiết bị thương mại, quân sự và khoa học phóng hàng năm. Vostok 1, tàu vũ trụ có người lái đầu tiên trong lịch sử nhân loại, đã được đưa ra từ một trong bãi phóng Baikonur, mà hiện nay được biết đến như là Start Gagarin.

## Sân bay vũ trụ trên thế giới

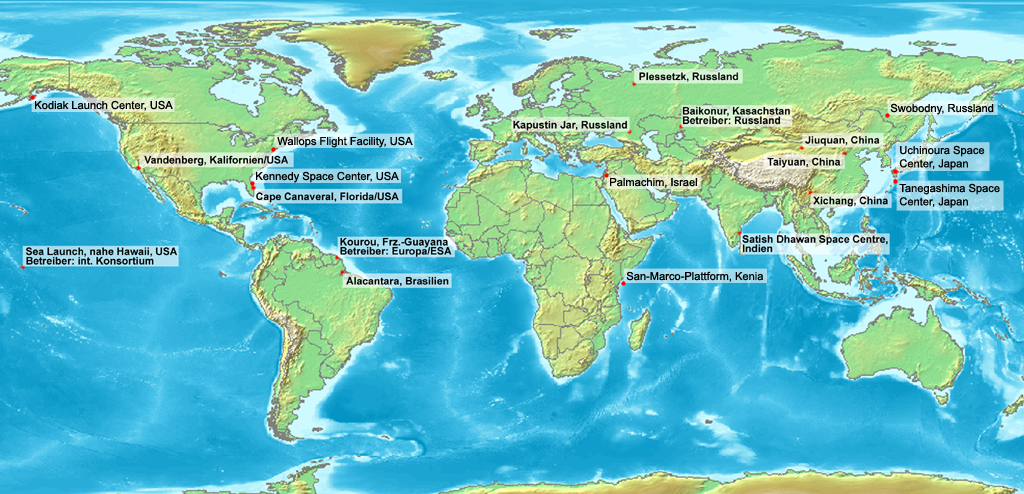
Những sân bay vũ trụ trên thế giới